# Olena Krassowska
Olena Anatolijiwna Krassowska (ukrainisch Олена Анатоліївна Красовська, engl. Transkription Olena Krasovska, geb. Owtscharowa; * 17. August 1976 in Kiew) ist eine ukrainische 100-Meter-Hürdenläuferin.
Bei den Olympischen Sommerspielen 2004 in Athen gewann sie die Silbermedaille hinter Joanna Hayes und vor Melissa Morrison (beide USA). Ebenfalls die Silbermedaille gewann sie bei den Europameisterschaften 2002.
Seit 1993 ist sie verheiratet; 2006 wurde sie Mutter einer Tochter.
Olena Krassowska hat bei einer Größe von 1,76 m ein Wettkampfgewicht von 66 kg.

## Persönliche Bestleistungen
- 100 m – 11,53 Sekunden
- 100 m Hürden – 12,45 Sekunden
- Weitsprung – 5,99 m